# Alikber Yunusov
Alikber Yunusov (* 27. November 1993) ist ein usbekischer Biathlet.
Alikber Yunusov bestritt seine ersten internationalen Rennen bei den Juniorenrennen der Sommerbiathlon-Weltmeisterschaften 2010 in Duszniki-Zdrój, bei denen er 51. des Sprints wurde und im anschließenden Verfolgungsrennen als überrundeter Läufer nicht ins Ziel kam. 2010 gab er im IBU-Cup sein Debüt bei den Männern und wurde in Martell 165. eines Sprints. Bestes Resultat bislang in der Rennserie ist ein in Altenberg erreichter 123. Platz in einem Sprintrennen. 2011 wurde er bei den Juniorenrennen der Sommerbiathlon-Weltmeisterschaften Nové Město na Moravě 62. des Sprints und verpasste damit um zwei Ränge das Verfolgungsrennen. Das Sprintrennen 2012 in Ufa beendete er nicht. Erste internationale Meisterschaft bei den Männern und im Winter wurden die Europameisterschaften 2013 in Bansko, bei denen Yunusov 65. des Einzels wurde, das Sprintrennen aber nicht beendete.